# Friedrich Hübner (Theologe)

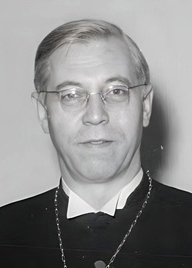
Friedrich Hübner, 1964

Christoph Friedrich Wilhelm Hübner (* 25. Juni 1911 in Bangalore, Indien; † 6. Juni 1991 in Kiel) war ein deutscher evangelischer Theologe, Missionar, Pastor und Kirchenfunktionär. Er war Bischof des Sprengels Holstein der Evangelisch-Lutherischen Landeskirche Schleswig-Holstein und anschließend des Sprengels Holstein-Lübeck der Nordelbischen Evangelisch-Lutherischen Kirche mit Sitz in Kiel.

## Leben

### Jugend
Friedrich Hübner wurde 1911 als Sohn des Breklumer Missionars Friedrich Wilhelm Ludwig Hübner (1881–1953) in Bangalore (Indien) geboren. Nach Internierung und Repatriierung der Missionarsfamilie infolge des Ersten Weltkrieges bestand Friedrich Hübner 1930 sein Abitur in Altona.

### Studium
Friedrich Hübner studierte von 1930 bis 1934 Theologie in Bethel, Erlangen, Tübingen und Kiel und legte Ostern 1934 seine erste theologische Prüfung ab. Nach dem Vikariat in Kiel und Bethel promovierte er 1935 bei dem lutherischen Dogmatiker Werner Elert in Erlangen mit einer Dissertation über Natürliche Theologie und theokratische Schwärmerei bei Melanchthon zum Lic. theol. Im Herbst 1935 legte er in Kiel die zweite theologische Prüfung ab.
Als schleswig-holsteinischer Kandidat der Bekennenden Kirche wurde er 1935 durch Landesbischof August Marahrens in Harburg ordiniert, arbeitete für kurze Zeit als Provinzialvikar (Hilfsgeistlicher) in Boldixum/Föhr und ging dann 1935 als Assistent zu Professor Edmund Schlink nach Bethel.

### Breklumer Mission
1937 wurde er Friedrich Hübner als Missionar der Breklumer Mission nach Koraput/Indien in die Jeypore-Kirche ausgesandt. Dort heiratete er seine Frau Christa; gemeinsam bekamen sie im Laufe der Zeit fünf Kinder.
Während des Zweiten Weltkrieges wurde er in Indien von den britischen Behörden interniert und kehrte 1946 zusammen mit seiner Familie nach Deutschland zurück. Er arbeitete 1947 kurz im Reise- und Vertretungsdienst für die Breklumer Missionsgesellschaft und als kommissarischer Pastor in Albersdorf, ab 15. Februar 1948 als Pastor an St. Nicolai in Boldixum.

### VELKD und Lutherischer Weltbund
Von 1950 bis 1962 wirkte er als Oberkirchenrat im Lutherischen Kirchenamt der Vereinigten Evangelisch-Lutherischen Kirche Deutschlands (VELKD) in Hannover. Er war dort Auslandsreferent für Diaspora, Mission und Ökumene. Auf Weltkirchenkonferenzen, Vollversammlungen des Lutherischen Weltbundes (LWB) und in mannigfachen kirchlichen Ämtern (u. a. Mitglied, später Vorsitzender des Lateinamerika-Komitees des LWB) vertiefte er über 30 Jahre seine ökumenischen Erfahrungen und brachte sie in die konkrete kirchliche Arbeit ein, wovon zahlreiche Veröffentlichungen (s. u.) Zeugnis ablegen.
Von 1950 bis 1961 war er Vorsitzender des Hannoverschen Martin-Luther-Bundes; von 1950 bis 1981 arbeitete er (zeitweilig in Leitungsfunktionen) im Theologischen Konvent Augsburgischen Bekenntnisses mit, der die Fuldaer Hefte herausbrachte; und von 1956 bis 1981 war er Mitglied der Synode der Evangelischen Kirche in Deutschland (EKD).

### Propst von Stormarn
Von 1962 bis 1964 war Hübner Propst von Stormarn und Mitglied der Generalsynode der VELKD. Er wurde am 11. Januar 1963 zum Vertreter des Landespropstes für Südholstein ernannt.

### Bischof von Holstein(-Lübeck)

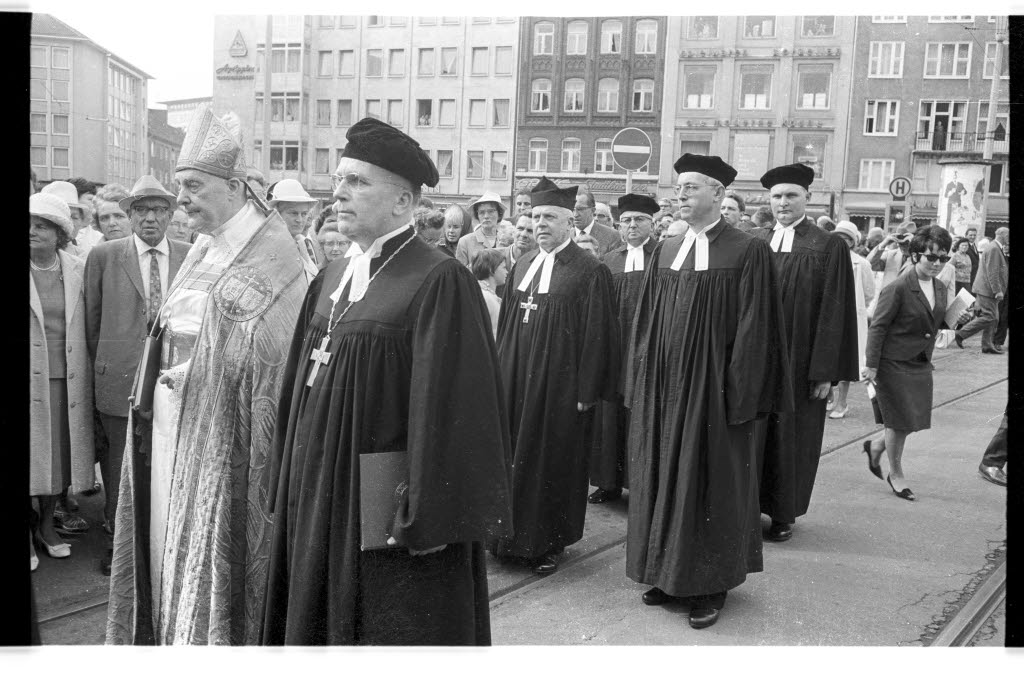
Amtseinführung von Propst Friedrich Hübner (4. von links) als neuer Bischof von Holstein, Kiel 1964

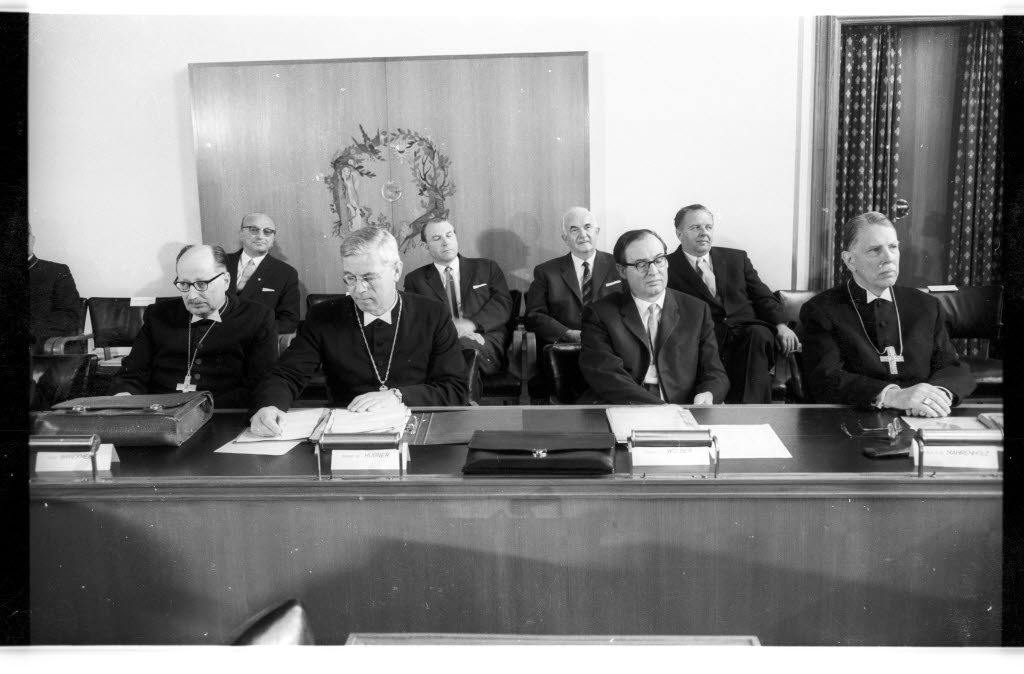
Bischof Hübner (1. Reihe, 2. von links) bei der Generalsynode der VELKD, Kiel 1965

1964 wählte die Landessynode der Ev.-Luth. Landeskirche Schleswig-Holstein Hübner zum Bischof für Holstein. Von 1964 bis 1967 war er Bevollmächtigter für das Evangelische Hilfswerk und Vorsitzender des Landesvereins für Innere Mission in Schleswig-Holstein. Von 1967 bis 1976 war er Vorsitzender der schleswig-holsteinischen Kirchenleitung.
Friedrich Hübner gehörte zu den Kritikern der 1965 von der EKD angenommenen Ostdenkschrift. Auf der 116. Lutherischen Konferenz, die im Februar 1966 in Flensburg stattfand, bezeichnet er sie als „ausgesprochen fragwürdige Leistung“ die ihm Anlass zu „schwersten Besorgnissen und Sorgen“ gebe. Er wurde daraufhin von den Initiatoren der Evangelischen Notgemeinschaft in Deutschland (ENiD) kontaktiert, eines Zusammenschlusses von Gegnern der EKD-Ostpolitik. Hübner bekundete Sympathie, war aber zu einer aktiven Teilnahme nicht bereit.
Im Konflikt um die Umgestaltung des Soldaten-Ehrenmals in der Nordkapelle der Flensburger Marienkirche (Flensburger Denkmalstreit) wandte sich Bischof Hübner in seinem Fastenbrief 1967 scharf gegen die drei Pastoren der Marienkirche, die einen steinernen Soldaten mit Stahlhelm aus der Kapelle entfernen wollten. Sie brachen mit der nationalprotestantischen Tradition des Gefallenengedenkens in Kirchen. Hübner schrieb: „Wer die Erinnerung an unsere Kriegstoten bei Angehörigen und Nachfahren aus dem Gotteshaus verbannen will, versperrt dem Volk den Weg zu Buße und Vergebung.“ Der Streit erregte bundesweite Aufmerksamkeit, so solidarisierten sich Bundesjustizminister Gustav Heinemann und der EKD-Ratsvorsitzende Kurt Scharf mit den drei Flensburger Pastoren. Die Kieler Theologieprofessoren Walter Beyerlin, Hans Engelland, Ferdinand Hahn, Günter Klein, Fritz Maass und Werner Schultz wandten sich mit einem Brief an Bischof Hübner, in dem sie kritisierten, dass er in seinem Fastenbrief die Argumentation der drei Pastoren als „taktlos, halbwahr und dialektisch hochgestochen“ abqualifiziert hatte, ohne inhaltliche Argumente vorzubringen. Letztlich wurde die Nordkapelle entsprechend den Richtlinien der schleswig-holsteinischen Landeskirche umgestaltet und der steinerne Soldat entfernt.
1977 wurde Halfmann im Bischofsamt für den Sprengel Holstein-Lübeck der inzwischen gebildeten Nordelbischen Ev.-Luth. Kirche (NEK) mit Sitz in Kiel bestätigt. Vorsitzender der Kirchenleitung der NEK war er von 1978 bis 1979. Er wurde am 1. Oktober 1981 emeritiert und verstarb am 6. Juni 1991 in Kiel.

## Veröffentlichungen

### Als Verfasser
- Natürliche Theologie und theokratische Schwärmerei bei Melanchthon. Gütersloh 1936 (Dissertation).[6]
- Die lebendige Gemeinde in den Ordnungen der Welt (= Luthertum, Heft 6), Berlin 1952.[7]
- Das Konzil als Leitbild für ökumenische Konferenzen. In: Festschrift für Werner Elert. LVH, Berlin 1955, S. 387 ff.
- Konsensus und Dissensus de doctrina in Union und Ökumene (= Fuldaer Hefte, Heft 8). LVH, Berlin 1955.
- Sendung und Einheit der Kirche. In: „Gott ist am Werk“, Festschrift für Bischof D. Hanns Lilje. Furche-Verlag Hamburg, 1959, S. 55 ff.
- Die Selbständigkeit der Gemeinde im nordelbischen Raum. In: „Ich glaube an eine heilige Kirche“. Festschrift für Hans Asmussen. Ev. Verlagswerk Stuttgart und LVH Berlin 1963.
- „pura doctrina“ – mögliche Vielfalt und häretische Entartung (= Fuldaer Hefte, Heft 19). LVH, Berlin 1969.
- Neue Strukturen der Einheit. Erwägungen zur Organisation des deutschen Protestantismus (Generalsynode VELKD, Mai 1969, Augsburg; „Zur Sache“, Heft 3, LVH Hamburg, 1970).
- Kirchenreform mit Martin Luther oder Thomas Müntzer (= Schriften des Vereins f. Schl.-Holst. Kirchengeschichte II, 28. Band). 1972.
- „Weißt du nicht, daß Gottes Güte dich zur Umkehr treibt?“ Fastenbrief des Bischofs für Holstein in der Advents- und Fastenzeit 1974/75.
- Volkskirche im Feuer ökumenischer Kritik. Breklum 1976. (In diesem Band sind die o.a. kursiv gesetzten Beiträge abgedruckt. Es handelt sich um eine Dankesgabe der Kirchenleitung und des Landeskirchenamtes der Schleswig-Holsteinischen Landeskirche zum 65. Geburtstag von Bischof Friedrich Hübner am 25. Juni 1976.)
- Die „Barmer Theologische Erklärung“ von 1934 als bleibende Herausforderung für die Nordelbische Evangelisch-Lutherische Kirche und die Ökumene. In: Klauspeter Reumann (Hrsg.): Kirche und Nationalsozialismus. Beiträge zur Geschichte des Kirchenkampfes in den evangelischen Landeskirchen Schleswig-Holsteins. Karl Wachholtz, Neumünster 1988, S. 361–380.

### Als Herausgeber
- Gedenkschrift für D. Werner Elert. Beiträge zur historischen und systematischen Theologie, Berlin 1955 (mit Bibliographie).
- Hans Asmussen. Leben und Werk, Berlin 1973 ff. Band III,1: Aufsätze 1 (1927–1934), Berlin 1976; Band IV: Kleine Schriften, Berlin 1973.
- Indische Väter der Jeypore-Kirche: Die ersten 28 Pastoren berichten selbst von den Anfängen, gesammelt und übersetzt von Gregor Rath-Indien und Friedrich Hübner, Breklum 1989.